# Toole County
Toole County is een county in de Amerikaanse staat Montana.
De county heeft een landoppervlakte van 4.949 km² en telt 5.267 inwoners (volkstelling 2000). De hoofdplaats is Shelby.